# 보보티
보보티(아프리칸스어: bobotie)는 남아프리카 공화국의 고기 요리이다. 양념한 다진 고기에 달걀 토핑을 올린 뒤 오븐에 구워 만든 음식으로, 남아프리카의 국민 음식 가운데 하나로 여겨진다.

## 이름
아프리칸스어 "보보티(bobotie)"의 어원은 인도네시아어 "보보톡(bobotok)"이다.

## 만들기
주로 쇠고기나 양고기로 만들지만, 돼지고기를 쓰는 경우도 있다. 양파와 마늘 등 향신채를 다져 볶은 다음, 다진 고기를 볶다가 가람 마살라와 강황, 쿠민, 깟씨 등 가루 향신료와 월계수 잎을 넣고 함께 볶는다. 전통적으로는 건포도 등 건과를 넣는다. 처트니와 물을 넣고 졸이다가, 오븐 그릇에 옮겨 담는다. 달걀을 우유에 풀어 붓고, 오븐에서 구워 낸다. 쌀밥, 바나나, 처트니 등을 곁들여 먹는다.

## 사진

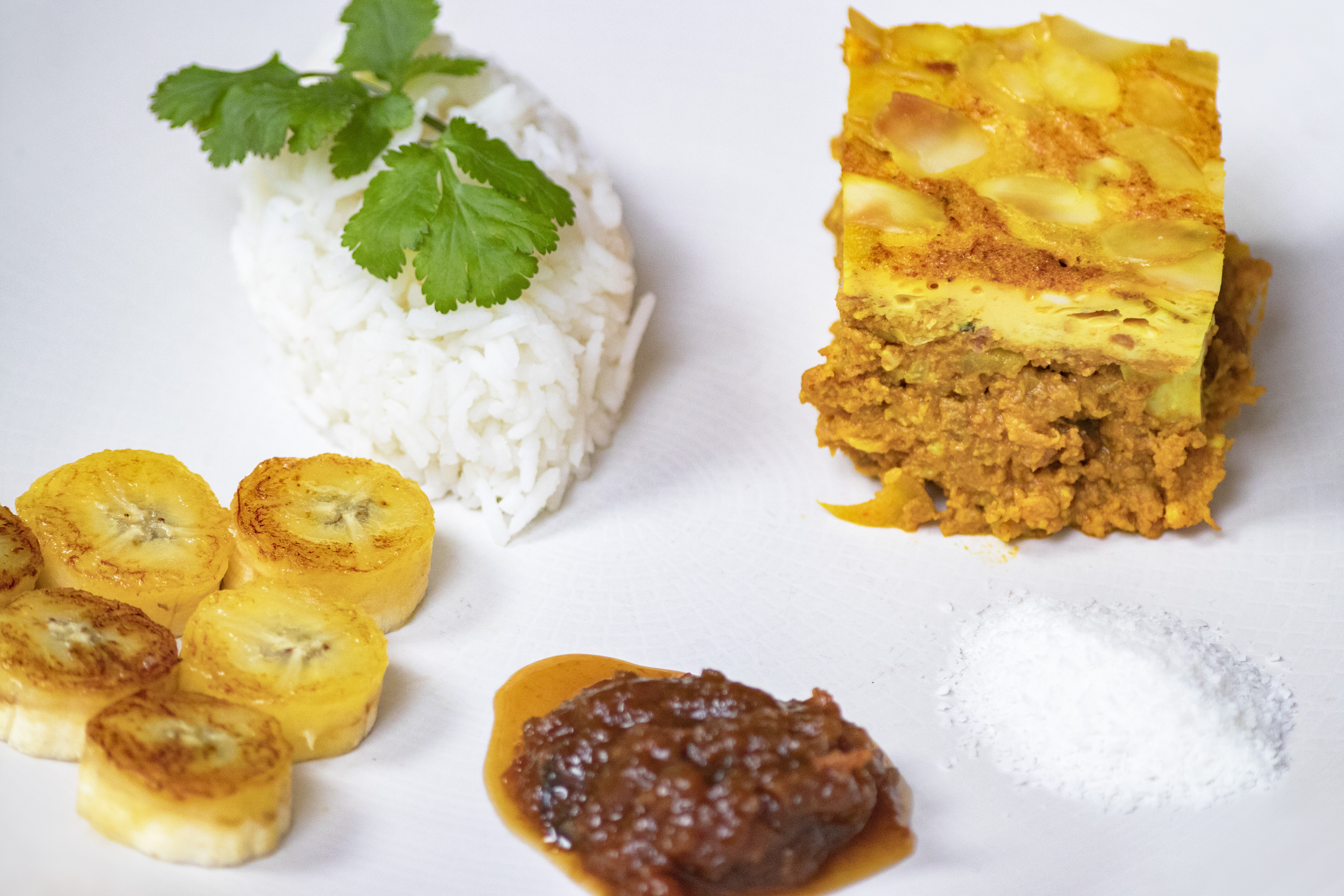
보보티와 쌀밥, 구운 바나나, 망고 처트니, 코코넛 플레이크

## 같이 보기
- 보톡